# Középhegységi paleo–mezozoós pászta

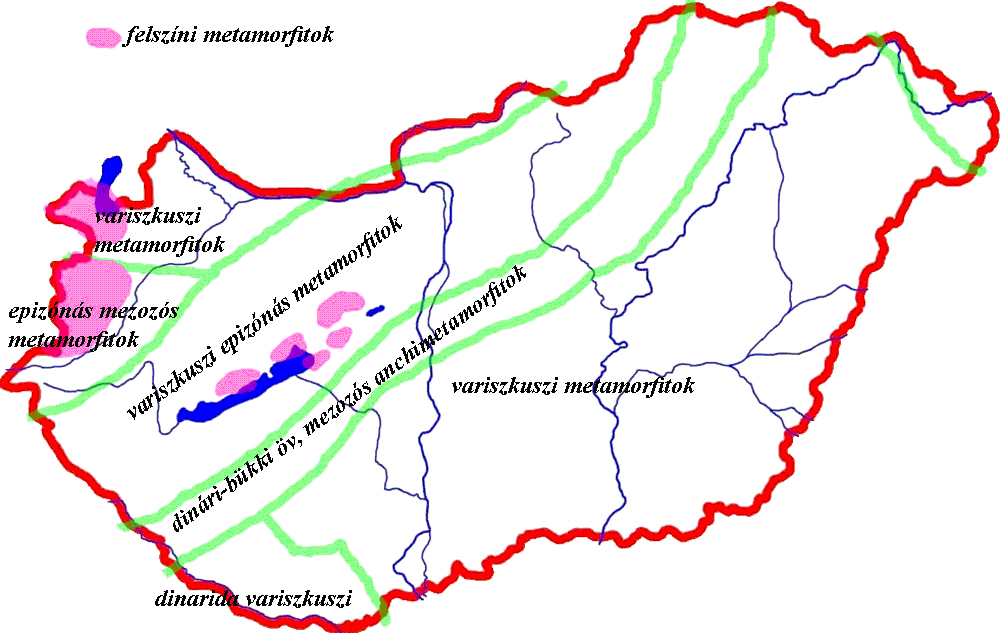
Magyarország metamorf kőzeteinek típustérképe jól kirajzolja a középhegységi pásztát: a variszkuszi epizónás metamorfitok sávja gyakorlatilag maga a középhegységi pászta. Az ábrán a zöld színnel ábrázolt Rába–Rozsnyó-vonal és a Balaton–Darnó-vonal határolja.

A középhegységi paleo–mezozós pászta a magyarországi alaphegységi kutatások kezdetén elkülönített egység, ma már nem érvényes geológiai elhatárolás. A Kárpát-medence aljzatának egyik része. Ma már két részre osztják, a dunántúli-középhegységi egységre és a gömöri egységre. A három magyarországi nagyszerkezeti egysége közül a középsőbe, a magyar-középhegységi egységbe tartozik. A középhegységi egységet a Balaton–Darnó-vonal két részre osztja, ennek északi része a középhegységi pászta. Északról a kisalföldi paleozoós pászta (a központi-alpi egység részeként) a Rába–Rozsnyó-vonallal, délről az igal–bükki paleo–mezozoós pászta (amelyet ma már szávai egységre és bükki egységre osztanak) a Balaton–Darnó-vonallal határolja. Az övezet – a többi pásztával együtt – északkelet-délnyugati csapású, a Zala–Dunakanyar–Zagyva térségek mutatják az irányát. A pászta mozgalmas geológiai múltját többek közt a paleogén vulkáni ív, valamint a neogén szinorogén vulkanizmusa mutatja. Az alaphegységi része az Afrika-lemez Európába nyomuló darabja, szerves folytatása az Appennini-félszigetnek. A fedőképződmények az alpi orogén takarói és neogén üledékek.
A pászta által alkotott zóna Magyarország szeizmikusan legaktívabb övezete. A Balaton–Darnó-vonal élő diszlokációs zóna, amely mentén vertikális elmozdulás tapasztalható. Ezt a vonalat transzkurrens vetőnek vagy szubdukciós zónának is tartják. A mozgások haránttöréseket hoztak létre a kőzetlemezben, ezek közül legfontosabb a Balaton–Darnó-vonallal párhuzamos balatoni küszöb, valamint a pásztát keresztben átszelő móri-árok, tatai haránttörés, a vörösvári Ördögárok és a Pilis–Tápió-vonal. Ezen törésvonalak mentén szakadtak fel Magyarország legnagyobb földrengései, így az 1956-os dunaharaszti, 1985-ös berhidai és a 2011-es oroszlányi földrengés is.
A pásztában már ópaleozoikumi képződmények is felismerhetők; elsősorban a Balaton-felvidéken a flis jellegű üledékek és az azt tarkító vulkanitok. Az újpaleozoikumban gránitbenyomulások tördelték össze. A haránttörések már a fiatalabb mozgásokkal alakultak ki.